# Палатинуш (језеро)
Палатинуш (мађ. Palatinus-tó) је језеро у Мађарској и налази се у жупанији Комаром-Естергом, поред града Естергом.

## Локација
Околни житељи језеро зову Пала, а званичан назив је Шаторкепустаји језеро (мађ. Sátorkőpusztai-tó). Оно је највеће језеро Естергома и налази се поред града Дорог, на једној од падина Пилиш планина.
Језеро је једно од најчистијих у мађарској, водом се снабдева из својих дубинских извора а вишак воде одлази преко канала које га спаја са Кењермезеи потоком.

## Историја
Језеро је вештачко. Настало је педесетих година прошлог века, приликом ископавања песка за потребе околних рудника. Своју чистоћу, језеро томе треба и да захвали, песак је постао природан филтер.
Већ 1953. године је основано удружење риболоваца, које је водило бригу о порибљавању језера.
Северна страна језера, са уређеним плажама, служи за купање, док јужну страну користе риболовци. 
Просечна температура језера, преко лета, је 19 °C.